# Danijel Šturm
Danijel Šturm (San Pietro, 4 gennaio 1999) è un calciatore sloveno, ala del Celje e della nazionale slovena.

## Carriera

### Nazionale
Ha esordito con la nazionale slovena il 20 gennaio 2024, nell'amichevole vinta per 0-1 contro gli Stati Uniti.

## Statistiche

### Presenze e reti nei club
Statistiche aggiornate al 18 luglio 2025.
| Stagione        | Squadra         | Campionato      | Campionato | Campionato | Coppe nazionali | Coppe nazionali | Coppe nazionali | Coppe continentali | Coppe continentali | Coppe continentali | Altre coppe | Altre coppe | Altre coppe | Totale | Totale |
| Stagione        | Squadra         | Comp            | Pres       | Reti       | Comp            | Pres            | Reti            | Comp               | Pres               | Reti               | Comp        | Pres        | Reti        | Pres   | Reti   |
| --------------- | --------------- | --------------- | ---------- | ---------- | --------------- | --------------- | --------------- | ------------------ | ------------------ | ------------------ | ----------- | ----------- | ----------- | ------ | ------ |
| 2015-2016       | Tolmin          | 2.SNL           | 2          | 0          | -               | -               | -               | -                  | -                  | -                  | -           | -           | -           | 2      | 0      |
| 2016-2017       | Tolmin          | 3.SNL           | 6          | 1          | CS              | 2               | 0               | -                  | -                  | -                  | -           | -           | -           | 8      | 1      |
| 2017-2018       | Tolmin          | 3.SNL           | 27         | 20         | CS              | 1               | 0               | -                  | -                  | -                  | -           | -           | -           | 28     | 20     |
| ago.-dic. 2018  | Mendrisio       | 1.L             | 7          | 2          | CS              | 1               | 0               | -                  | -                  | -                  | -           | -           | -           | 8      | 2      |
| feb.-giu. 2019  | Tolmin          | 3.SNL           | 12         | 12         | -               | -               | -               | -                  | -                  | -                  | -           | -           | -           | 12     | 12     |
| Totale Tolmin   | Totale Tolmin   | Totale Tolmin   | 47         | 33         |                 | 3               | 0               |                    | -                  | -                  |             | -           | -           | 50     | 33     |
| 2019-2020       | Bilje           | 2.SNL           | 15         | 2          | -               | -               | -               | -                  | -                  | -                  | -           | -           | -           | 15     | 2      |
| 2020-2021       | Bilje           | 2.SNL           | 22         | 13         | -               | -               | -               | -                  | -                  | -                  | -           | -           | -           | 22     | 13     |
| Totale Bilje    | Totale Bilje    | Totale Bilje    | 37         | 15         |                 | -               | -               |                    | -                  | -                  |             | -           | -           | 37     | 15     |
| 2021-2022       | Maribor         | 1.SNL           | 25         | 1          | CS              | 1               | 0               | UECL               | 4                  | 1                  | -           | -           | -           | 30     | 2      |
| 2022-gen. 2023  | Maribor         | 1.SNL           | 3          | 0          | CS              | 0               | 0               | UCL+UEL+UECL       | 2+0+0              | 0                  | -           | -           | -           | 5      | 0      |
| Totale Maribor  | Totale Maribor  | Totale Maribor  | 28         | 1          |                 | 1               | 0               |                    | 6                  | 1                  |             | -           | -           | 35     | 2      |
| gen.-giu. 2023  | Aluminij        | 2.SNL           | 12+2       | 0          | CS              | 3               | 1               | -                  | -                  | -                  | -           | -           | -           | 17     | 1      |
| 2023-2024       | Domžale         | 1.SNL           | 30         | 6          | CS              | 1               | 0               | UECL               | 2                  | 0                  | -           | -           | -           | 33     | 6      |
| 2024-2025       | Domžale         | 1.SNL           | 35+2       | 13         | CS              | 2               | 1               | -                  | -                  | -                  | -           | -           | -           | 39     | 14     |
| Totale Domžale  | Totale Domžale  | Totale Domžale  | 65+2       | 19         |                 | 3               | 1               |                    | 2                  | 0                  |             | -           | -           | 72     | 20     |
| 2025-2026       | Celje           | 1.SNL           | 0          | 0          | CS              | 0               | 0               | UEL                | 2                  | 0                  | -           | -           | -           | 2      | 0      |
| Totale carriera | Totale carriera | Totale carriera | 196+4      | 70         |                 | 11              | 1               |                    | 10                 | 1                  |             | -           | -           | 221    | 72     |

### Cronologia presenze e reti in Nazionale
| Cronologia completa delle presenze e delle reti in nazionale ― Slovenia | Cronologia completa delle presenze e delle reti in nazionale ― Slovenia | Cronologia completa delle presenze e delle reti in nazionale ― Slovenia | Cronologia completa delle presenze e delle reti in nazionale ― Slovenia | Cronologia completa delle presenze e delle reti in nazionale ― Slovenia | Cronologia completa delle presenze e delle reti in nazionale ― Slovenia | Cronologia completa delle presenze e delle reti in nazionale ― Slovenia | Cronologia completa delle presenze e delle reti in nazionale ― Slovenia |
| Data                                                                    | Città                                                                   | In casa                                                                 | Risultato                                                               | Ospiti                                                                  | Competizione                                                            | Reti                                                                    | Note                                                                    |
| ----------------------------------------------------------------------- | ----------------------------------------------------------------------- | ----------------------------------------------------------------------- | ----------------------------------------------------------------------- | ----------------------------------------------------------------------- | ----------------------------------------------------------------------- | ----------------------------------------------------------------------- | ----------------------------------------------------------------------- |
| 20-1-2024                                                               | San Antonio                                                             | Stati Uniti                                                             | 0 – 1                                                                   | Slovenia                                                                | Amichevole                                                              | -                                                                       | 45’ 80’                                                                 |
| 10-6-2025                                                               | Lubiana                                                                 | Slovenia                                                                | 2 – 1                                                                   | Bosnia ed Erzegovina                                                    | Amichevole                                                              | -                                                                       | 80’                                                                     |
| Totale                                                                  |                                                                         | Presenze                                                                | 2                                                                       |                                                                         | Reti                                                                    | 0                                                                       |                                                                         |

## Palmarès

### Club

#### Competizioni nazionali
- Campionato sloveno: 1

Maribor: 2021-2022